# 大門会
大門会（だいもんかい）は、熊本県熊本市中央区に本部を置く暴力団で、特定抗争指定暴力団・神戸山口組の二次団体。熊本県八代市を本拠地としていた独立系組織・大門組を源流としており、のちに山口組の二次団体となるも2008年に一度解散している。
近年になり、元傘下団体が神戸山口組に移籍した際に大門会を名乗り、名跡が復活した。

## 来歴
九州最後の博徒こと、近藤光利を首領に据えた熊本の独立組織・大門組を源流とする。
近藤が引退した1988年（昭和63年）に大関 大が跡目を継承、同時に“大門会”へと名を変え、二代目山健組の舎弟として山口組傘下に加入。この山健組入りに際しては、以前より近藤初代と親交のあった後藤組組長・後藤忠政をはじめとする、山口組静岡勢の奔走があったものと伝えられている。
1989年（平成元年）に、大関が渡辺芳則から盃を受け、五代目山口組の直系組織（二次団体）に昇格。
1995年（平成7年）、大関の病気引退に伴い奈須幸則が跡目を継承した。

### 解散
後藤組の処分問題に絡み、2008年（平成20年）に山口組執行部から処分を受けることとなった。この問題で処分を受けた組織には、後藤組（静岡）に加え、井奥会（神戸）、六代目奥州会津角定一家（福島）、二代目一心会（大阪）、浅川会（大阪）、太田興業（大阪）、二代目浅川一家（福岡）という6団体があったが、最も重い処分にあたる絶縁処分を受けたのは井奥会と大門会だけであった。組織の継承が行われることはなく、これをもって消滅。組員は他の山口組系組織などに移籍したものと伝えられている。

### 名跡復活
| 代     | 会長     | 期間            |
| ------ | -------- | --------------- |
| 初代   | 近藤光利 | 創立 - 1988年   |
| 二代目 | 大関 大  | 1988年 - 1995年 |
| 三代目 | 奈須幸則 | 1995年 - 2008年 |

## 歴代会長

### 初代：近藤光利
九州における“最後の博徒”と謳われた人物で、服役中に熊本市議選に立候補したうえ当選、ところが市議への転身を行うことなく、大門組を熊本有数の暴力団組織へと発展させた。1988年の7月をもって引退。組織の跡目を大関大へと禅譲した。

### 二代目：大関大
1930年6月25日生。1988年における近藤の引退に伴い大門組を継承。独立組織であった同組の名を“大門会”へ改称し、山口組系山健組へ組織を加入させた。1989年に五代目山口組の直参に昇格。1995年の6月に病気引退。組織の跡目を奈須幸則へ禅譲した。

### 三代目：奈須幸則
1949年12月12日生。大門組時代からの生え抜きで、自ら「奈須一家」を率いると同時に、二代目時代には副幹事長などの要職を務めた。1995年に組織を継承し、山口組の直参に昇格。山口組五代目組長渡辺芳則から親子盃を受けた。2008年に六代目体制下の山口組から絶縁処分を受け、同組織を追われた。